# Adam Białobłocki
Adam Białobłocki herbu Ogończyk – ławnik michałowski w latach 1668-1680.
Poseł na sejm nadzwyczajny 1670 roku z województwa chełmińskiego.